# Szóösszevonás
A magyar nyelvészetben a szóösszevonás egyik típusa a mozaikszónak. Szószerkezet rövidítése úgy, hogy általában meghagynak egy-egy kezdeti részletet az összetevőiből, legtöbbször a lexikai jelentésű egyszerű szavakból és összetett szavak tagjaiból. Ezek a részletek írásban vagy csak egynél több betűből állnak, vagy ilyenekből és legalább egy kezdőbetűből, de olykor egy-egy szó vagy összetett szóhoz tartozó tag nincs képviselve. Mindegyik esetben az eredményezett részletcsoport egybeejtett, úgy mint a szokásos szavak.
Más nyelvészetekben, például a franciában a „szóösszevonás” terminusnak az acronyme felel meg azzal a különbséggel, hogy ennek fogalma az egybeejtett betűszókat is magában foglalja.
A szóösszevonás a szóalkotás egyik módja, és mint ilyen a neologizmus, a szókészlet gyarapításának egyik nyelven belüli eszköze. Elsősorban a lexikológia (szókészlettan) foglalkozik vele, de az alaktan is, a nyelv rendszerébe való beillesztését tanulmányozva.

## A szóösszevonások jellegzetességei
Egyrészt vannak csak egy betűnél nagyobb részletekből, többnyire szótagokból álló szóösszevonások, például:
(magyarul) Főtáv (← FŐvárosi TÁVfűtő);
(angolul) Eurolib (← EUROpean LIBrary project „Európai könyvtárak projekt”);
(németül) Gestapo (← GEheime STAatsPOlizei ’titkos államrendőrség’);
(románul) Plafar (← PLAnte FARmaceutice ’gyógynövények’);
(horvátul) Nama (← NArodni MAgazin szó szerint ’népi áruház’).
Másrészt vannak nagyobb részletekből és legalább egy kezdőbetűből álló szóösszevonások. Olykor egész szót is tartalmaznak, más esetekben viszont szót vagy szavakat nem képvisel rövidítés:
(magyarul) Malév (← MAgyar LÉgiforgalmi Vállalat).
(angolul) ''ALGOL (← ALGOrithmic Language ’algoritmikus nyelv’);
Europol (← EUROpean POLice Office ’Európai Rendőrségi Hivatal’);
(franciául) Ifremer (← Institut Français de Recherche pour l’Exploitation de la MER szó szerint ’a tenger kutatásának és felhasználásának a francia intézete’);
(románul) ArhO (← ARHivele Olteniei szó szerint ’Olténia levéltárai’);
(horvátul) Ina (← Indistrija NAfte szó szerint ’olajipar’).
A szóösszevonások gyakran hivatalos szervek, intézmények, államok, pártok, társadalmi szervezetek, gazdasági szervezetek, szövetségek, egyesületek, kiadványok stb. neveinek a rövidítései. Ezek tulajdonneveknek számítanak. Példák:
(magyarul) Mabisz (← MAgyar BIztosítók SZövetsége);
(angolul) Sunoco (← SUN Oil COmpany szó szerint ’nap olajipari társaság’);
(franciául) Sofirad (← SOciété FInancière de RADiodiffusion szó szerint ’rádiós pénzügyi társaság’);
(románul) Asirom (← ASIgurarea ROMânească szó szerint ’román biztosítás’);
(horvátul) Vinteks (← VINkovačka TEKStilna industrija ’Vinkovcei Textilgyár’).
Köznévi szóösszevonások is vannak:
(magyarul) reptér (← REPülőTÉR);
(angolul) sitcom (← SITuation COMedy ’szituációs komédia’);
(franciául) pacs (← PActe Civil de Solidarité szó szerint ’polgári szolidaritási szerződés’).
Általában a szóösszevonásokban a viszonyszók nincsenek jelen:
(magyarul) IBUSZ (← Idegenforgalmi, Beszerzési, Utazási (és) Szállítási Rt.);
(angolul) sonar (← SOund NAvigation (and) Ranging ’hanggal való navigáció és felderítés’);
(franciául) ORSEC (← ORganisation (des) SECours szó szerint ’segélynyújtás szervezése’);
(románul) AGERPRES (← AGEnția Română (de) PRESă ’Román Hírügynökség’).
Kivételek is vannak, rendszerint azért, hogy biztosítva legyen a szóösszevonás szokásos szóként való olvasása:
(angolul) radar (← RAdio Detection And Ranging ’rádióérzékelés és távmérés’);
(franciául) Inserm (← Institut National de la Santé Et de la Recherche Médicale szó szerint ’az egészség és az orvosi kutatás országos intézete’).
Olykor arra törekednek az elnevezés és a szóösszevonás alkotói, hogy az utóbbi homonimája legyen egy vele valamilyen jelentésbeli kapcsolatban levő már létező szónak. Példák:
(magyarul) A Fidesz (← FIatal DEmokraták SZövetsége) szóösszevonás homonimája a latin fides ’hit, bizalom’ szónak.
(angolul) Az Erasmus (← EuRopean Action Scheme for the Mobility of University Students szó szerint ’Európai akcióprogram egyetemi hallgatók mobilitásáért’) Rotterdami Erasmus nevének a homonimája.
(horvátul) Nama homonimája a nama ’nekünk’ személyes névmásnak.

## A szóösszevonások beillesztése a nyelv rendszerébe
A szóösszevonások lexikalizálódási folyamaton mennek át, azaz szóként alkalmazkodnak a nyelv rendszeréhez. Ez abban áll, hogy természetük szerint és az adott nyelv jellegzetességeitől függően determinánsok járulnak hozzájuk, többes számú alakot kapnak, toldalékolják őket, grammatikai nemet tulajdonítanak nekik és alapszókként szolgálnak egyéb szóalkotási módokban, mint a szóképzés. Példák:
(magyarul) Fidesz – képzővel fideszes;
Röltex (← RÖvidáru és LakásTEXtil Kiskereskedelmi Vállalat) – esetraggal Röltexig;
(horvátul) Nama – birtokos esetben Name; hímnem egyes számú alapszóval egyeztetett birtokost kifejező melléknév-képzővel Namin – mindkettő jelentése ’a Nama vkije/vmije’.
Mint a szavak általában, a szóösszevonások is lehetnek jövevényszavak. Ilyenek a magyarban a radar vagy a szonár. Az Európai Unió különböző nyelvű dokumentumaiban a szóösszevonások többsége angol és francia:
(angolul) Eurofound (← EUROpean FOUNDation for the Improvement of Living and Working Conditions ’Európai Alapítvány az Élet- és Munkakörülmények Javításáért’);
(franciául) Coreper (← COmité des REprésentants PERmanents ’Állandó Képviselők Bizottsága’).

## A szóösszevonások írása
A szóösszevonások lexikalizálódási foka az írásmódjukból is látszik. A leginkább lexikalizálódottak a köznéviek, amelyeket egyes nyelvekben kisbetűkkel vagy ilyenekkel is írnak, például:
(magyarul) trafó (← transzformátor);
(angolul) radar;
(franciául) pacs.
Egyes szóösszevonásokat már nem éreznek azoknak. Például a sonar szót több nyelvben úgy írják, ahogy az angolban, és az adott nyelvek kiejtési szabályai szerint ejtik ki, a magyarban pedig magyarosan írják is: szonár.
A tulajdonnévi szóösszevonások írása nem olyan egységes egyes nyelvekben, mint a magyarban. Az AkH 2015 szerint ezek mind kisbetűkkel és nagy kezdőbetűvel írandók, pl. Műpa (← Művészetek Palotája).
Az Európai Unió dokumentumai szerkesztésére is ez az előírás, de egyes kivételekkel:
(angolul) Europol (← EUROpean POLice Office ’Európai Rendőrségi Hivatal’);
(franciául) Cedefop (← CEntre européen pour le DÉveloppement de la FOrmation Professionnelle ’Európai Szakképzés-fejlesztési Központ’);
(angolul) CORDIS (← COmmunity Research and Development Information Service ’Közösségi Kutatási és Fejlesztési Információs Szolgálat’);
(franciául) CEPOL (← Collège Européen de POLice ’Európai Rendőrakadémia’).
Egyes nyelvek helyesírásában ingadozás tapasztalható. Például Barić 1997 két változatát adja meg a horvát olajipari vállalatot jelző szóösszevonásnak: Ina vagy INA.